# Кубок Ізраїлю з футболу 2025—2026
Кубок Ізраїлю з футболу 2025—2026 — 87-й розіграш кубкового футбольного турніру в Ізраїлі. Титул захищає Хапоель (Беер-Шева).

## Регламент
Кубкова стадія складається з двох раундів: регіонального та національного, саме в національному раунді з 1/16 фіналу стартують клуби Прем'єр-ліги. Переможець кубку отримує путівку до Другого кваліфікаційного раунду Ліги конференцій УЄФА 2026—27, якщо не потрапить до інших єврокубків через чемпіонат Ізраїлю.